# El-Badipaleis
Het El-Badipaleis (Arabisch:قصر البديع) ligt in Marrakesh in Marokko en bestaat uit de overblijfselen van een paleis dat werd gebouwd door de koning Ahmad I al-Mansur in 1578. Het oorspronkelijke gebouw bestond waarschijnlijk uit 360 kamers, een binnenplaats van 135 bij 110 meter en een vijver van 90 bij 20 meter. Het gebouw was rijk versierd met Italiaans marmer en goud uit Soedan. Het ontwerp werd sterk beïnvloed door het Alhambra in Granada. De bouw duurde ongeveer vijfentwintig jaar. 
De Alawitische sultan Ismail Ibn Sharif verwoestte het paleis en gebruikte materialen om zijn eigen paleis in Meknes te decoreren.
In een van de gerestaureerde paviljoens wordt de minbar van de Koutoubia-moskee tentoongesteld, die geldt als een hoogtepunt van houtsnijkunst.